# 多摩新市鎮
多摩新市鎮（日语：多摩ニュータウン，たまニュータウン）是橫跨日本東京都稻城市、多摩市、八王子市、町田市多摩丘陵地區的日本最大規模的新市鎮。多摩新市鎮的面積約2,884公頃，兼具住宅、教育、文化、業務、商業機能。1971年，多摩新市鎮開始有居民入住。

## 相關事項
- 都市計畫
- 林口新市鎮
- 淡海新市鎮

## 外部連結
- 多摩ニュータウンガイド（ＵＲ都市機構） （页面存档备份，存于） （日語）
- 多摩ニュータウンについて（東京都都市整備局） （页面存档备份，存于） （日語）
- 丘のまち～東京・多摩ニュータウンに暮らす～（多摩市） （页面存档备份，存于） （日語）
- 多摩ニュータウン学会 （页面存档备份，存于） （日語）
- 多摩ニュータウン・まちづくり専門家会議 （页面存档备份，存于） （日語）
- パルテノン多摩定点撮影プロジェクトWEBギャラリー （页面存档备份，存于） （日語）
- ジャンボタウン誕生（昭和46年4月2日公開） - 中日ニュース989号（動画） （页面存档备份，存于）・中日映画社 （页面存档备份，存于）